# Стралюк, Марьян Иванович
Марьян Иванович Стралюк (бел. Мар’ян Іванавіч Стралю́к, 6 января 1938 — 25 августа 2000, Моховичи, Лидский район, Гродненская область) — белорусский ученый в области энергетики. Доктор технических наук (1986), профессор (1987), член-корреспондент НАН Беларуси (1989).

## Биография
Окончил семилетку в деревне Белогруда, Лидскую СШ № 2 (1956), затем энергетический факультет Белорусского политехнического института (1961). Работал мастером электролаборатории на Новополоцкой ТЭЦ-2.окончил аспирантуру Белорусского политехнического института при кафедре электростанции. Кандидат технических наук (1966). С 1966 по 1988 год-ассистент, старший преподаватель кафедры «Электрические станции», заместитель декана, декан энергетического факультета Белорусского политехнического института. В 1985 году защитил докторскую диссертацию. Проректор по научной работе БПИ-БГПА (1988-2000) и главный редактор научно-технического журнала «энергетика — вести высших учебных заведений и энергетических объединений СНГ».

## Научная деятельность
Многие его разработки относятся к теории и практике исследования электрической устойчивости токопроводящих конструкций. Особенно значительный вклад внес в разработку теории динамики гибких проводов под действием электродинамических сил от токов короткого замыкания и климатических факторов. Составленные на основе этой теории алгоритмы и пакеты компьютерных программ широко используются в Беларуси, России, Южной Корее и других странах при проектировании токоведущих конструкций повышенной надежности с сокращенными габаритами. Руководил более 30 научно-исследовательскими проектами и программами, рядом важных хозяйственных домов по созданию оптимальных режимов электроснабжения, в том числе Жлобинского металлургического комбината. Заместитель председателя Экспертного совета по проблемам энергетики Главного управления научно-исследовательских работ гособразования СССР, научный руководитель первой межвузовской программы фундаментальных исследований по энергетике «приоритет». Подготовил 10 кандидатов и доктора технических наук.

## Труды
- Исследование электродинамических усилий в токоприводах [Текст] : Автореферат дис. на соискание ученой степени кандидата технических наук / Белорус. политехн. ин-т. — Минск: [б. и.], 1966. — 22 с.: граф.
- В помощь электромонтёру / М. И. Стрелюк ; Под ред. засл. деят. науки и техники БССР, проф. А. И. Руцкого. — Минск : Беларусь, 1971. — 224 с.: ил.; 17 см. — Список лит.: с. 219 (19 назв.). — 65 000 экз.
- Расчет электродинамических усилий в системе произвольно расположенных прямолинейных проводников // Электричество. 1976. № 5.
- Расчет электродинамических усилий в системе произвольно расположенных винтообразных проводников // Там же. 1981. № 5.
- Расчет электродинамической стойкости гибких шин ОРУ с учетом климатических условий // Известия вузов и энергообъединений СНГ. Энергетика. 1994. № 5—6.
- Динамика проводов электроустановок при коротких замыканиях: Теория и вычислительный эксперимент / И. И. Сергей, М. И. Стрелюк — Мн.: ВУЗ-ЮНИТИ, 1999. — 251 с.: ил., табл.; 20 см. — 500 экз. — ISBN 985-6290-31-7
- Кто есть кто: Д-ра наук, проф., заслуж. деятели науки К87 и лауреаты премий Бел. гос. политехи, акад.: Справочник. / Редакционная коллегия: М. И. Демчук (председатель), Б. М. Хрустелёв, И. П. Филонов, М. И. Стрелюк, Ф. А. Романюк, Ю. В. Кравцов — Мн.: Ураджай, 2000. — 164 с. — ISBN 985-04-0294-6.[5]

## Награды
Академик Международной академии наук Высшей школы (1993), Заслуженный деятель науки Беларуси (1999), Почетный энергетик (1995). Награжден медалью» За трудовую отметку", Почетной грамотой Министерства промышленности Республики Беларусь.